# Condeep

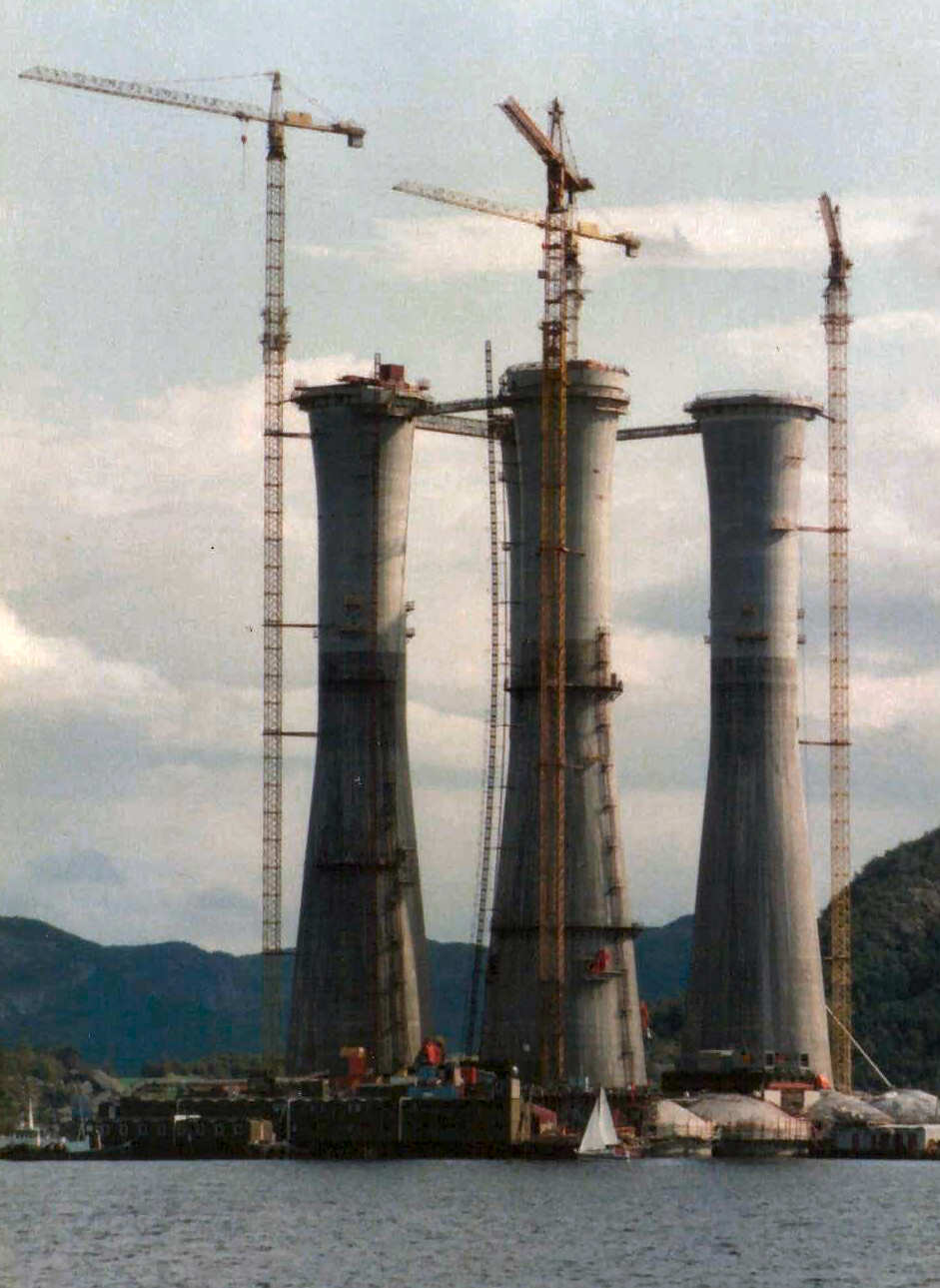
Condeep im Bau

Condeep (Abk. für concrete deep water structure – Beton-Tiefseestruktur) ist eine Grundstruktur für Bohrinseln. Sie besteht aus einer Betonbasis in Form eines großen Öltanks, aus der drei oder vier Säulen über die Wasseroberfläche reichen.
Condeep-Strukturen stehen in bis zu 300 Metern Wassertiefe, die Säulen reichen zudem ungefähr 30 Meter über die Meeresoberfläche hinaus. Die eigentliche Plattform ist nicht Teil der Condeep-Konstruktion. Hersteller ist das in Stavanger ansässige Norwegian Contractors.
Öl- und Gasfirmen setzen Condeep-Strukturen in der Nordsee ein. Im Gegensatz zu älteren Konstruktionen besteht die Grundstruktur nicht mehr aus Stahl, sondern aus verstärktem Beton. Das Konzept ist speziell auf die schweren Wetterbedingungen und – für die damaligen Verhältnisse – tiefen Wassertiefen in der Nordsee ausgerichtet.
Nachdem der Betontank im Ekofisk-Feld sich als Erfolg erwies, weitete Norwegian Contractors das Konzept aus und stellte Condeep 1973 als Standardplattform vor.

## Troll A
Troll A im Troll-Ölfeld ist die bisher größte Condeep-Struktur und das schwerste von Menschen bewegte Bauwerk. Norwegian Contractors baute es mit 2.000 Arbeitern  über einen Zeitraum von vier Jahren, bis es 1995 zur Erdgas-Förderung eingesetzt wurde.
Die Plattform ist 472 Meter hoch und wiegt 1,2 Millionen Tonnen. Gebaut ist sie aus 245.000 m³ Beton und 100.000 Tonnen Stahl zur Verstärkung. Sie reicht 300 Meter unter die Meeresoberfläche und liegt zur Stabilität weitere 35 Meter im Meeresboden.

## Condeep-Plattformen in der Nordsee
| Bohrinsel           | Tiefe | Betreiber und Jahr |
| ------------------- | ----- | ------------------ |
| Ekofisk             | 70 m  | Phillips, 1973     |
| Frigg CDP1          | 104 m | Total, 1975        |
| Beryl A Condeep     | 120 m | Mobil, 1975        |
| Brent B Condeep     | 140 m | Shell, 1975        |
| Brent D Condeep     | 140 m | Shell, 1976        |
| Frigg TCP2 Condeep  | 104 m | Elf, 1977          |
| Statfjord A Condeep | 146 m | Mobil, 1977        |
| Statfjord B Condeep | 146 m | Mobil, 1981        |
| Statfjord C Condeep | 146 m | Mobil, 1984        |
| Gullfaks A Condeep  | 135 m | Statoil, 1986      |
| Gullfaks B Condeep  | 142 m | Statoil, 1987      |
| Oseberg A Condeep   | 109 m | Norsk Hydro, 1988  |
| Gullfaks C Condeep  | 216 m | Statoil, 1989      |
| Draugen Condeep     | 251 m | Shell, 1993        |
| Sleipner A Condeep* | 82 m  | Statoil*           |
| Troll Condeep       | 303 m | Norske Shell, 1995 |
| Heidrun TLP         | 350 m | Conoco, 1995       |

- Die Originale Sleipner-A-Plattform sank bei Versuchen am 23. August 1991 im Gandsfjord. 1993 baute Norwegian Contractors eine neue Plattform.